# Song Han-ki
Song Han-Ki (sinh ngày 7 tháng 8 năm 1988) là một cầu thủ bóng đá Hàn Quốc.

## Thống kê câu lạc bộ
| Thành tích câu lạc bộ | Thành tích câu lạc bộ | Thành tích câu lạc bộ | Giải vô địch | Giải vô địch | Cúp                   | Cúp                   | Tổng cộng | Tổng cộng |
| Mùa giải              | Câu lạc bộ            | Giải vô địch          | Số trận      | Bàn thắng    | Số trận               | Bàn thắng             | Số trận   | Bàn thắng |
| Nhật Bản              | Nhật Bản              | Nhật Bản              | Giải vô địch | Giải vô địch | Cúp Hoàng đế Nhật Bản | Cúp Hoàng đế Nhật Bản | Tổng cộng | Tổng cộng |
| --------------------- | --------------------- | --------------------- | ------------ | ------------ | --------------------- | --------------------- | --------- | --------- |
| 2011                  | Shonan Bellmare       | J2 League             | 1            | 0            | 0                     | 0                     | 1         | 0         |
| Quốc gia              | Nhật Bản              | Nhật Bản              | 1            | 0            | 0                     | 0                     | 1         | 0         |
| Tổng                  | Tổng                  | Tổng                  | 1            | 0            | 0                     | 0                     | 1         | 0         |